# Гербы административно-территориальных единиц Гродненской области
Гербы населённых пунктов Гродненской области имеют различное происхождение и историю. Некоторые, как герб Гродно, являются официальными давно и имеют глубокие исторические корни. Другие, как герб Радуни, имеют исторические корни, но были признаны официальными лишь в 2007. Третьи, как герб Островца, были разработаны и приняты только после 1990-х.

Гродненская область
Гродно
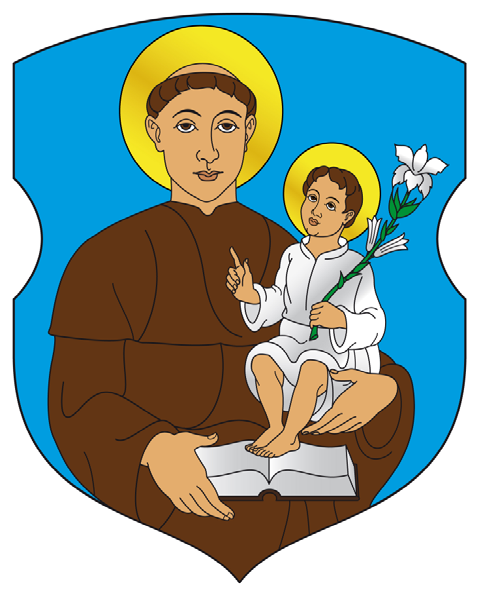
Одельск
Гродненский район, Скидель
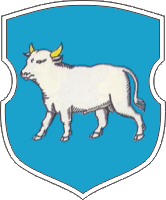
Гродненский район, Сопоцкин
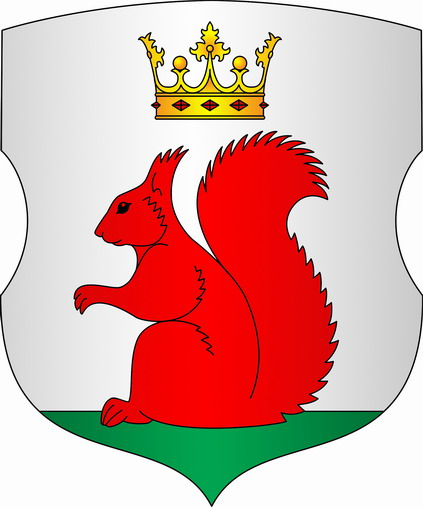
Большая Берестовица
Волковыск
Волковысский район, Красносельский
Вороново
Вороновский район, Радунь
Дятлово
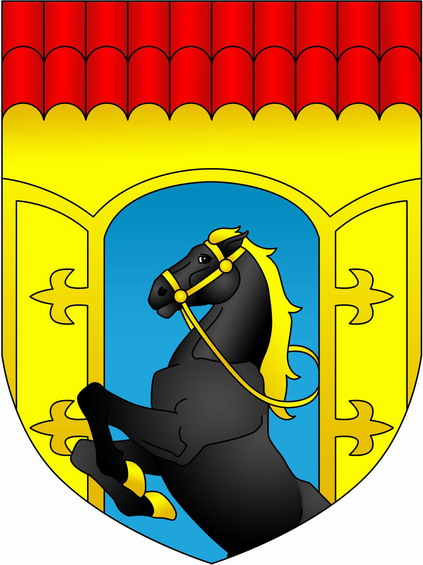
Зельва
Ивье
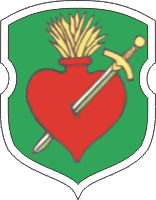
Ивьевский район, Геранёны
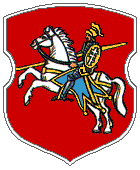
Ивьевский район, Липнишки
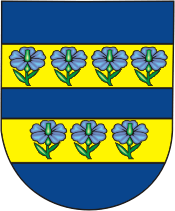
Кореличи
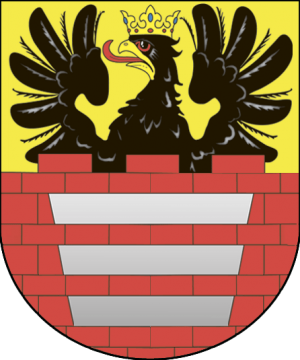
Кореличский район, Мир
Кореличский район, Цирин
Лида
Лидский район, Берёзовка
Мосты
Новогрудок
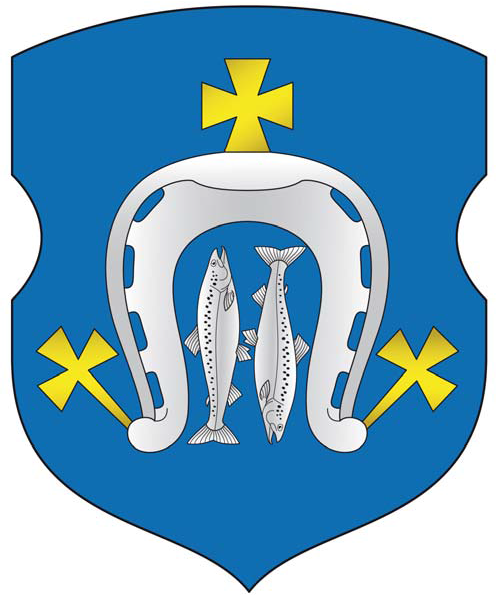
Любча
Островец
Ошмяны
Ошмянский район, Гольшаны
Свислочь
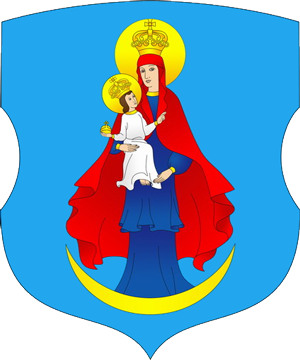
Свислочский район, Порозово
Слоним
Сморгонь
Сморгонский район, Крево
Щучин
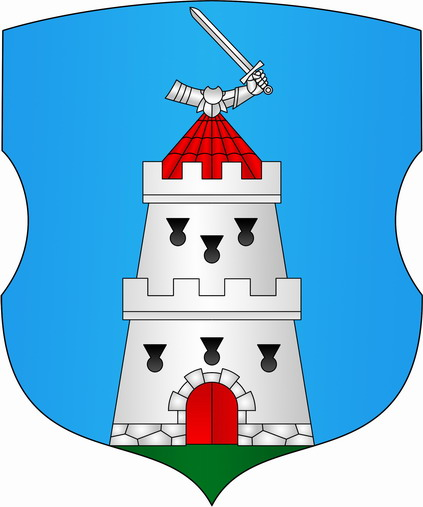
Щучинский район, Острина
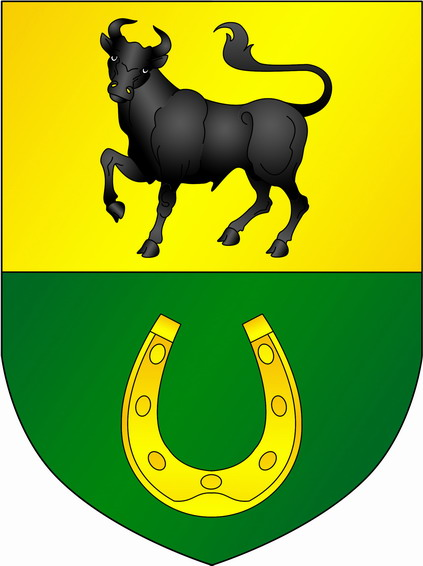
Щучинский район, Желудок